# Phellorinia herculeana
Phellorinia herculeana är en svampart som först beskrevs av Christiaan Hendrik Persoon, och fick sitt nu gällande namn av Kreisel 1961. Phellorinia herculeana ingår i släktet Phellorinia och familjen Phelloriniaceae.   Inga underarter finns listade i Catalogue of Life.